# Chiesa di San Nicolò Vescovo (Camisano Vicentino)
La chiesa di San Nicolò Vescovo è la parrocchiale di Camisano Vicentino, in provincia e diocesi di Vicenza; è a capo del vicariato di Camisano Vicentino.

## Storia
Dal 1540 la chiesa fu elevata a rango di chiesa abbaziale. In questa sede venne anche trasferita la sede del Santissimo Sacramento.
L'edificio originario venne ristrutturato e ampliato più volte. Il rifacimento più importante risale agli anni 1744-1752, quando, con la distruzione dell'antica chiesa dedicata a San Daniele, fu possibile riutilizzare molto materiale.

## Interno
All'interno, sopra l'altare maggiore opera del 1698 di "Dominico et fratelli Merli", è possibile ammirare la pala d'altare del 1740 di Giovanni Antonio De Pieri (1671-1751), che ritrae i santi Nicola e Valentino ai piedi della Vergine; di assoluto rilievo anche il coro in legno e gli affreschi di Rocco Pittaco.

## Campanile
| Nº | Nota  | Diametro cm | Peso kg | Dedicata a          |
| -- | ----- | ----------- | ------- | ------------------- |
| 1  | DO 3  | 149,1       | 1 973   | San Nicolò          |
| 2  | RE 3  | 132,4       | 1 381   | Madonna del Carmine |
| 3  | MI 3  | 118         | 994     | San Giuseppe        |
| 4  | FA 3  | 110,8       | 818     | San Pio X           |
| 5  | SOL 3 | 98,4        | 574     | San Ferdinando      |
| 6  | LA 3  | 88,5        | 429     | San Michele         |

Il 4 maggio 1920 un fulmine incendiò la cuspide in legno alta 19 metri, costruita dall'abate Zamperetti nel 1858. L'8 ottobre 1923 il vescovo Ferdinando Rodolfi benedisse il campanile ristrutturato con la ricostruzione dell'ottagono in pietra di Costozza, la nuova cuspide - su progetto dell'architetto Ferruccio Chemello che fa raggiungere al campanile l'altezza di 64 m - e le nuove 6 campane.